# 細川政清
細川 政清（ほそかわ まさきよ）は、戦国時代の武将。細川駿河守家出身で備中守護を務めた。

## 概要
明応元年（1492年）には駿河四郎と呼ばれている。翌年に備中守護・細川勝久が亡くなり備中守護職を務めることとなった。
備中守護代で細川京兆家の被官でもあった庄元資と備中守護は2年ほど対立・合算を行っており、明応3年（1494年）には政清が元資の国外追放に成功している。
後継者として細川野州家・細川春倶の次男・政光がいたが、政光は細川典厩家を継承することとなったため、その弟である四郎が駿河守家の後継者となった。